# Hawker Typhoon
L'Hawker Typhoon fu un aereo monomotore, monoplano ad ala bassa progettato dall'azienda britannica Hawker Aircraft sul finire degli anni trenta come aereo da caccia con il quale sostituire il precedente Hurricane, di recente entrato in servizio.
Alcuni problemi nello sviluppo ritardarono la sua messa in opera ma, una volta risolti, diventò il principale cacciabombardiere della Royal Air Force durante il secondo conflitto mondiale. Rimase in servizio fino al 1945, quando fu rimpiazzato dall'Hawker Tempest.

## Storia del progetto
Il progetto del Typhoon nacque nella primavera del 1937 quando i progettisti dell'Hawker Aircraft di Kingston, guidati dall'ingegnere Sydney Camm, iniziarono a lavorare al successore del caccia Hurricane appena entrato in servizio nella Royal Air Force: su iniziativa dell'azienda, fu portato a termine il progetto (denominato "Tipo N") di un velivolo con motore Napier Sabre, un 24 cilindri ad H allora in fase di sviluppo; il progetto fu sottoposto all'Air Ministry a luglio: la risposta, arrivata il mese dopo, invitava la Hawker ad attendere una specifica richiesta in materia, di imminente emanazione.

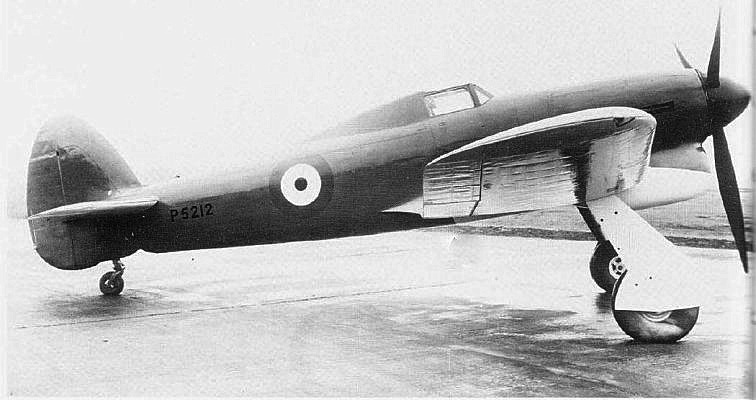
Il primo prototipo del Typhoon, con matricola P5212.

Sydney Camm ed il suo staff si concentrarono quindi su un secondo analogo progetto ("Tipo R"), che si distingueva prevalentemente per l'impiego del motore a 24 cilindri a X Rolls-Royce Vulture; questa seconda ipotesi era cautelativa, nell'eventualità che il progetto del motore Sabre non fosse giunto a compimento.
Nel gennaio 1938 l'Air Ministry rese pubblica una prima stesura della specifica "F.18/37" che fissava i requisiti relativi ad un nuovo velivolo da caccia, che avrebbe dovuto impiegare un motore da circa 2 000 hp (valori di potenza previsti in sede progettuale sia per il Sabre che per il Vulture) ed armamento costituito da dodici mitragliatrici Browning calibro .303 in; secondo almeno una fonte, fu presa in considerazione la possibilità di impiegare quattro cannoni calibro 20 mm (anche in questo caso l'Air Ministry faceva affidamento su un progetto in via di definizione, che poi portò al cannone automatico Hispano-Suiza HS.404).
La stesura definitiva della specifica ministeriale fu emessa nei primi giorni di aprile del 1938 e l'ultimo giorno di quello stesso mese la Hawker presentò le proprie proposte, all'epoca ancora tra loro alternative, dichiarandosi disponibile a realizzare due prototipi per ogni tipo; i progetti furono valutati con favore e quattro mesi dopo l'Hawker ricevette il benestare per la realizzazione delle due coppie di aerei.
I due velivoli erano tra loro molto somiglianti, distinguendosi prevalentemente per la disposizione del radiatore del liquido di raffreddamento: nel "Tipo R", cui venne assegnato il nome "Tornado", era disposto nel ventre della fusoliera (soluzione che tradiva la parentela del nuovo aereo con l'Hurricane) mentre nel "Tipo N", battezzato "Typhoon" era sistemato all'estremità anteriore, sotto il motore, a formare il caratteristico mento. Peculiarità condivisa dai due modelli era l'accesso alla cabina di pilotaggio, che avveniva tramite sportelli simili a quelli delle auto (soluzione analoga a quella del caccia statunitense P-39).
Nell'autunno del 1939 la costruzione del "Tipo R" aveva raggiunto uno stadio più avanzato, poiché le consegne del motore Sabre erano in ritardo: l'esemplare con numero di serie P5219 andò in volo per la prima volta a Langley (nel Buckinghamshire) il 6 ottobre 1939 ai comandi del collaudatore della Hawker, Philip Gadesden Lucas.
Prima della fine del 1939, poche settimane dopo il primo volo del prototipo, alla luce degli ottimi risultati ottenuti nelle prove l'Hawker Aircraft ricevette un ordine per 1 000 esemplari dei due nuovi velivoli. Di questi 500 sarebbero stati Tornado Mk.I e 250 Typhoon Mk.I, mentre i rimanenti 250 esemplari sarebbero stati ordinati sulla base di un confronto tra i due velivoli, volto a determinare quale dei due motori era il migliore; all'epoca, il prototipo del Typhoon era ancora a terra (avrebbe volato solo il 24 febbraio del 1940), ma con lo scoppio della guerra il Regno Unito aveva assoluta necessità di aerei da combattimento ed i due progetti non erano più alternativi fra di loro.
La primavera del 1940, con gli inglesi in difficoltà nel corso della campagna di Francia, portò alla revoca di qualsiasi priorità del Tornado per consentire alla Hawker di concentrarsi sugli Hurricane. Il prototipo del Typhoon (matricola P5212) aveva evidenziato carente stabilità direzionale per cui fu riportato a Kingston per modifiche all'impennaggio; durante questa sua permanenza in officina il Typhoon fu seriamente danneggiato da un bombardamento tedesco.

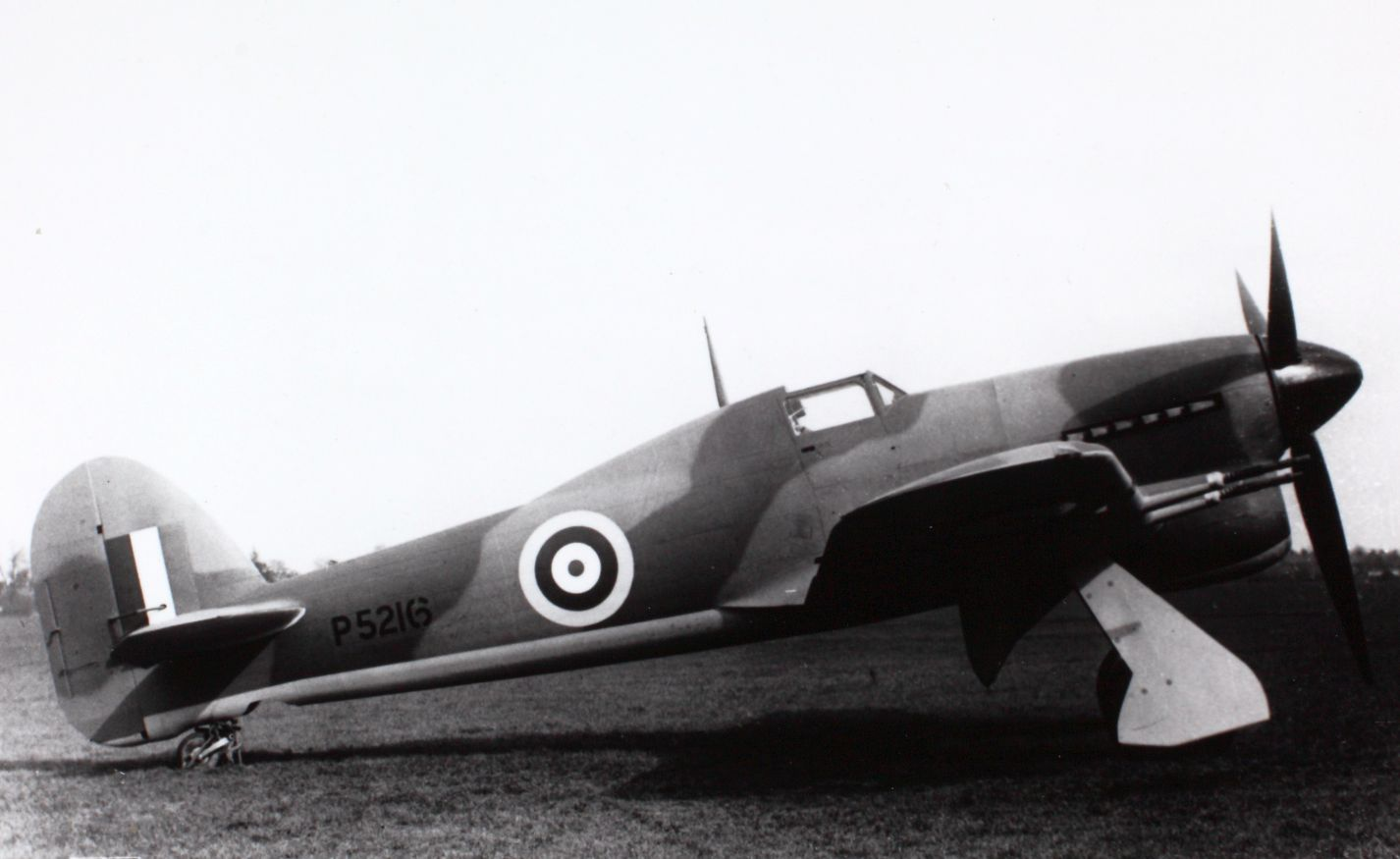
Una foto del secondo prototipo; si noti la presenza dei cannoni sul bordo d'entrata dell'ala.

Poco dopo la ripresa dei voli di prova il Typhoon ebbe un cedimento strutturale nella zona immediatamente posteriore all'abitacolo e solo grazie all'abilità del collaudatore (ancora Philip Lucas che, per la maestria ed il coraggio dimostrati nell'occasione, fu insignito della George Medal) l'aereo fu ricondotto al suolo; il cedimento fu attribuito alle modifiche apportate ai piani di coda e si rimediò al volo.
Oltre alle frequenti interruzioni dovute alla necessità di revisionare con cadenza ravvicinata il fragile motore Sabre, il programma di prove, durato circa sei mesi, fu completato quasi interamente dal primo prototipo; il secondo velivolo (matricola P5216) volò per la prima volta il 3 maggio 1941, incorporando anche le prime modifiche ai portelli del carrello d'atterraggio. Durante queste prove alla base RAF Boscombe Down, i piloti collaudatori espressero perplessità sulle potenzialità del Typhoon come aereo da caccia ed i loro dubbi raggiunsero l'Air Ministry che s'interrogò sull'opportunità della produzione in serie dell'aereo.
Nel frattempo sul secondo prototipo erano stati installati i quattro cannoni calibro 20 mm al posto delle dodici mitragliatrici; la comparsa di problemi al sistema di alimentazione dei proiettili contribuì a incrementare i timori sulla sorte del progetto ai vertici della Hawker. L'Air Ministry nutriva poi il timore che il nemico potesse avere la meglio nei cieli grazie alle prestazioni del Focke-Wulf Fw 190 appena entrato in servizio; decise perciò di accelerare lo sviluppo del Typhoon acconsentendo definitivamente alla sua produzione in serie; il primo esemplare uscì dalle officine della Gloster Aircraft Company (società controllata dalla Hawker) il 27 maggio del 1941.
La produzione si articolò su due varianti, differenti per armamento: gli esemplari con mitragliatrici furono denominati Mk.IAe quelli con cannoni calibro 20 mm Mk.IB; per quanto riguarda il motore, nel corso della produzione del primo lotto di 250 aerei l'inaffidabile versione "I" del Sabre fu sostituita dalla recente variante "II", con un guadagno di circa 80 hp di potenza.
Le prime esperienze operative furono funestate da una serie di incidenti che per qualche tempo, anche per l'assenza di testimoni oculari, rimasero inspiegabili; in seguito, nel corso di un combattimento, si scoprì che la causa era strutturale: al termine di una manovra di picchiata compiuta per attaccare velivoli nemici si poteva staccare il tronco di coda della fusoliera . I tecnici dell'Hawker ricordarono il primo incidente al prototipo e si resero conto che a causa dei ristretti tempi di sviluppo richiesti, la fragilità della struttura era un dato di fatto. La soluzione fu relativamente semplice e si ricorse ad una serie di piastre di rinforzo rivettate nella parte della struttura soggetta a cedimenti.
Nel corso degli anni successivi il Typhoon fu soggetto a progressivi affinamenti: furono risolti i problemi all'alimentazione dei cannoni, sostituiti gli sportelli d'accesso con un cupolino a goccia scorrevole e installati motori "Sabre II" nelle varianti B e C azionanti eliche quadripala. L'unico problema non completamente risolto era rimasto il ritorno di fiamma al motore nella fase di avviamento, che non di rado si concludeva con la distruzione dell'aereo (tra il 1944 ed il 1945 ventotto aerei andarono persi così).

## Tecnica

### Cellula
L'Hawker Typhoon era un monoplano ad ala bassa dalla struttura metallica; la parte anteriore della fusoliera era costituita da un traliccio di tubi d'acciaio, che all'estremità anteriore si collegava, per mezzo di bulloni e rivetti, al castello motore realizzato in modo analogo. Anche la radice delle ali era in traliccio di tubi in lega leggera. La parte posteriore della fusoliera aveva struttura a semiguscio con rivestimento lavorante, tecnica impiegata anche nella parte esterna delle ali.

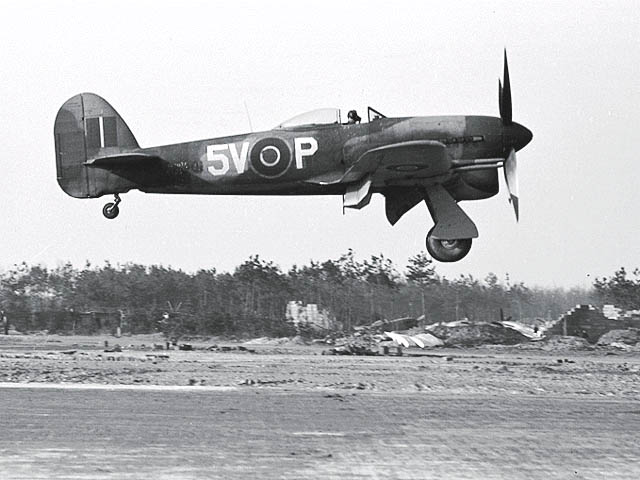
Un Typhoon Mk.IB con tettuccio a bolla.

La cabina di pilotaggio, leggermente avanzata rispetto al centro del velivolo, era accessibile mediante aperture automobilistiche su entrambi i lati ed era sovrastata da una vetratura sostenuta da intelaiatura metallica che, nella versione Mk.IA, terminava immediatamente alle spalle del pilota per lasciare spazio ad una carenatura metallica che la raccordava alla fusoliera; nella versione Mk.IB la vetratura fu estesa alla carenatura di raccordo. Nel terzo lotto fu introdotto il tettuccio "a bolla", scorrevole verso la coda; il nuovo tettuccio fu progressivamente installato anche su gran parte gli esemplari precedenti.
Le ali avevano il bordo d'entrata rettilineo e quello d'uscita rastremato verso le estremità e presentavano andamento ad ala di gabbiano invertito: la sezione interna presentava un leggero diedro negativo e la parte più esterna formava un leggero angolo positivo.
L'impennaggio era classico, ma l'equilibratore, disposto alla base della deriva, terminava anteriormente al timone e pertanto non richiedeva le caratteristiche smussature diagonali per permetterne il movimento; la forma dei piani verticali era semi-ovale, troncata verticalmente nella parte posteriore.
Il carrello d'atterraggio era interamente retrattile; le gambe anteriori, monoruota, erano imperniate nelle semiali circa alla metà della loro lunghezza e si ritraevano verso l'interno dell'ala con meccanismo comandato idraulicamente.

### Motore
Il Typhoon nacque e si sviluppò unicamente intorno al Napier Sabre a 24 cilindri ad H raffreddati a liquido, realizzato dalla Napier Aero Engines che impiegava il sistema delle valvole a fodero.
Il Sabre sviluppava (almeno nominalmente) potenze elevate ma fu afflitto a lungo da scarsa affidabilità: il primo dei prototipi fu costretto a frequenti sospensioni delle prove, poiché il motore doveva essere revisionato ogni dieci ore di utilizzo,  salite a 25 all'entrata in servizio nella RAF.
Il Sabre utilizzava il sistema di accensione "Coffman" che poteva causare ritorni di fiamma a volte disastrosi.
La Napier riuscì a risolvere i problemi e le versioni "IIB" e "IIC" raggiungevano e superavano i 2 200 hp di potenza (pari a 1 640 kW); accoppiate a queste versioni del motore comparvero sul Typhoon eliche quadripala della de Havilland o dalla Rotol.

### Armamento

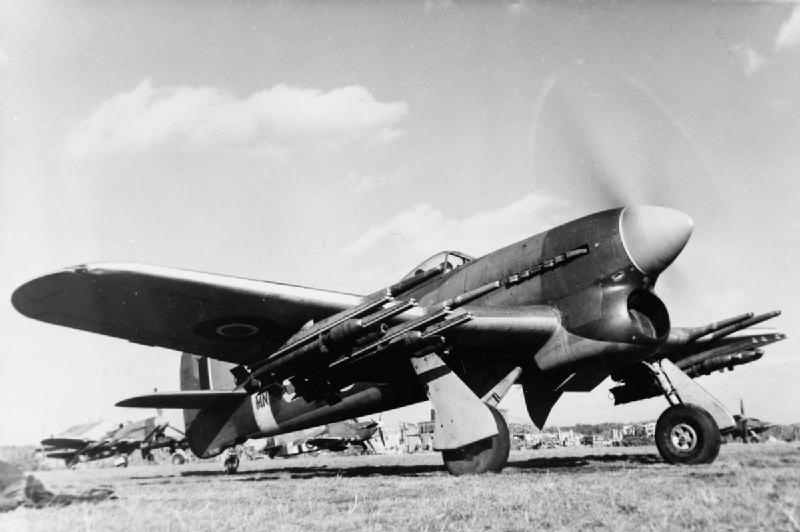
Una foto del 1944: un Typhoon con quattro cannoni e otto proiettili a razzo.

Secondo quanto stabilito dalla specifica originaria, il Typhoon fu progettato con dodici mitragliatrici Browning calibro .303 in, ma già il secondo prototipo fu dotato di quattro cannoni Hispano-Suiza HS.404 calibro 20 mm. Tra gli esemplari di serie, quelli appartenenti alla variante denominata Mk.IA (circa cento) furono gli unici equipaggiati con mitragliatrici. Gli esemplari dotati dei cannoni erano identificabili da canne considerevolmente sporgenti dal bordo d'entrata dell'ala.
Dai primi mesi del 1942 il Typhoon fu sottoposto ad un intenso ciclo di prove per valutare l'impiego di carichi esterni: dapprima fu approvato l'uso di serbatoi supplementari sganciabili poi bombe (fino a due da 500 lb ciascuna, poco meno di 227 kg l'una), bombe fumogene, mine e infine razzi da 3 in, alloggiati su rotaie agganciate nell'intradosso alare, esternamente alle gambe del carrello d'atterraggio (quattro per semiala).
In seguito al buon esito in battaglia dei cannoni, la Hawker produsse un certo numero di ali equipaggiate con sei cannoni HS.404, mai utilizzate.

## Impiego operativo
La decisione di introdurre il Typhoon nella RAF fu presa nell'estate del 1941 e fu condizionata dalle notizie sul prossimo schieramento del Focke-Wulf Fw 190 della Luftwaffe; in effetti la comparsa dei due velivoli sul fronte occidentale fu contemporanea: i nuovi caccia tedeschi furono schierati a Moorseele, in Belgio, nelle file del II Gruppo dello Jagdgeschwader 26 (26º Stormo Caccia), i Typhoon furono assegnati al No. 56 Squadron della RAF, alla base aerea di Duxford, presso Cambridge.

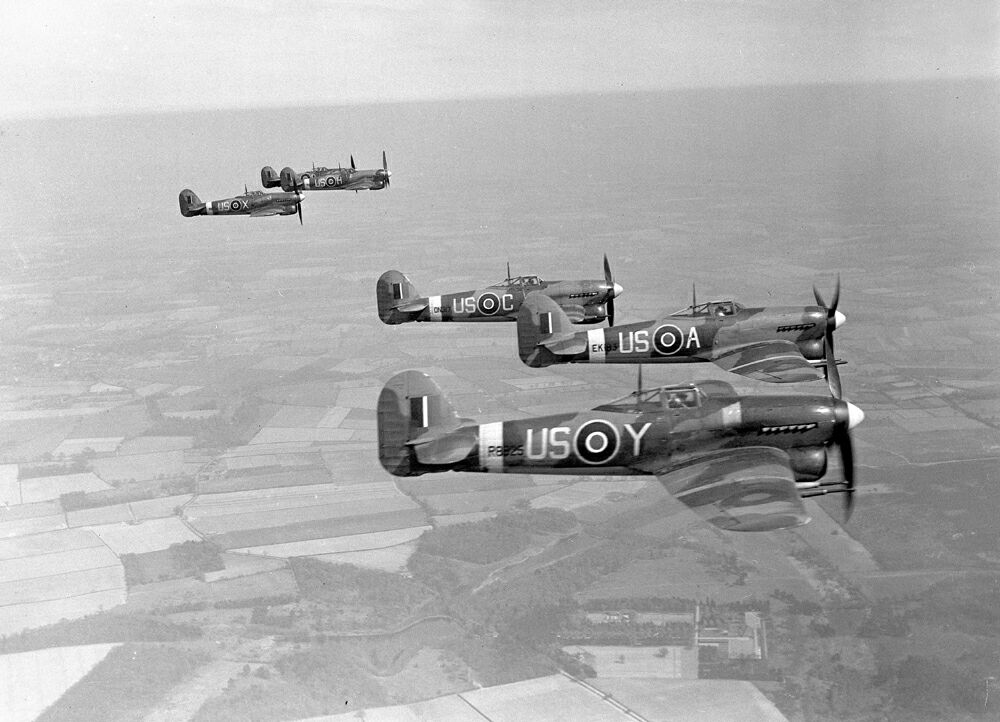
Typhoon del No. 56 Squadron, identificabili dal codice "US".

Sulla scelta del reparto incise il fatto che la pista dell'aerodromo di Duxford fosse in erba, che avrebbe contribuito a rallentare gli aerei nella fase di atterraggio, elemento utile nel caso del Typhoon afflitto inizialmente da un impianto frenante non particolarmente efficace.
Le prime operazioni con il Typhoon (ribattezzato affettuosamente Tiffy o Tiffie dal personale della RAF) portarono alla luce i problemi rilevati durante i collaudi: difficoltà in accensione e principi d'incendio al motore, infiltrazione nell'abitacolo di monossido di carbonio proveniente dai gas di scarico (causata dalla cattiva tenuta delle guarnizioni delle paratie), scarsa visibilità al posteriore oltre ai già citati cedimenti strutturali. Nei registri di volo restano tracce di incidenti considerevoli occorsi a 135 dei primi 142 Typhoon per cause non dipendenti dal nemico.
Progressivamente però, grazie all'esperienza maturata ed alla risoluzione dei problemi, il Typhoon cominciò a farsi apprezzare: la sua robustezza fu tra i fattori che contribuirono alla perdita di due soli piloti tra l'autunno del 1941 e l'agosto del 1942. I piloti si resero conto che era rischioso affrontare gli aerei nemici con duelli acrobatici alle alte quote mentre l'aereo si rivelò particolarmente adatto a contrastare gli attacchi a bassa quota dai cacciabombardieri tedeschi, anche se il primo abbattimento di un FW 190 ad opera di un Typhoon arrivò solo il 17 ottobre 1942.
Tra i vari pericoli per i piloti dei primi Typhoon vi fu la pericolosa somiglianza, in caso di particolari angoli di visuale, con il FW 190: furono almeno quattro gli abbattimenti registrati ad opera di caccia Spitfire amici, prima che (alla fine del 1942)  fossero applicate strisce bianche e nere alle superfici inferiori delle ali.

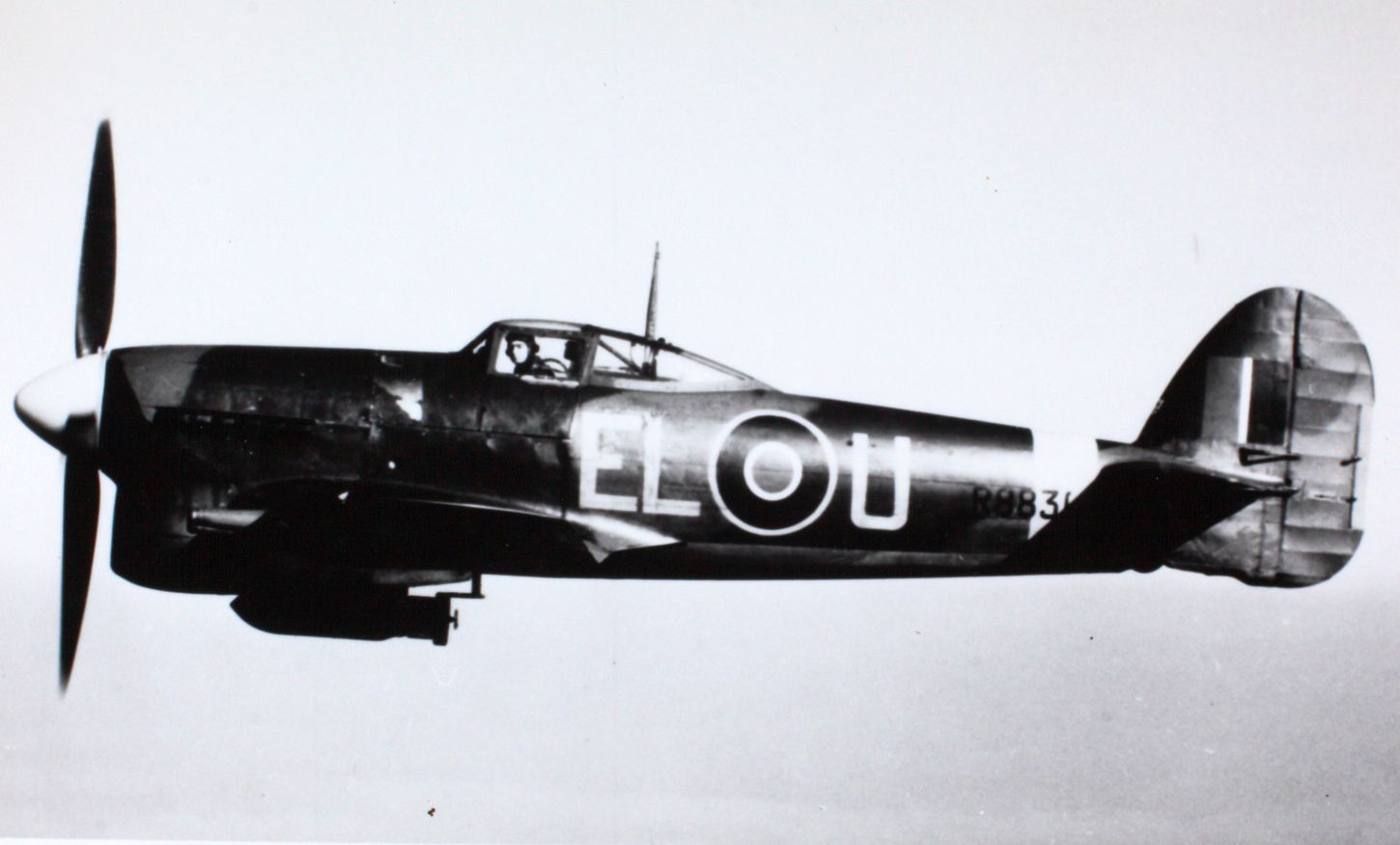
Typhoon del No. 181 Squadron (codice "EL"), con bomba sotto la fusoliera.

Condizionati dalle ridotte prestazioni alle quote più elevate e dal potenziale pericolo di perdere la coda al termine di una picchiata, i Typhoon furono presto destinati alle operazioni a quote relativamente basse, in particolare al contrasto dei cacciabombardieri tedeschi nelle loro scorrerie definite "hit-and-run": si trattava di missioni compiute da coppie o singoli velivoli (in genere i nuovi FW 190) a quote estremamente basse, per cui il pattugliamento dei Typhoon avveniva a 200 ft (all'incirca 60 m). La frequente inoperosità in queste missioni condusse i comandanti delle squadriglie a chiedere di compiere azioni offensive e portò a sperimentare la possibilità di dotare gli aerei di carichi di caduta.
Con il passare dei mesi l'impiego del Typhoon divenne sempre più diffuso e lo stormo basato a Duxford (Squadron 56, 266 e 609) nel mese di agosto fu compreso nelle forze schierate in occasione del raid su Dieppe. Prima della fine dell'anno gli Squadron dotati del nuovo caccia furono tredici, cui se ne aggiunsero altri sei entro l'aprile del 1943.
Dall'autunno 1942 fu autorizzato l'impiego di bombe subalari ed il Typhoon cominciò ad affermarsi prevalentemente come cacciabombardiere; poiché le sue prestazioni erano marginalmente condizionate dalla presenza delle bombe, ben presto iniziarono le prove per raddoppiarle, completate ai primi del 1944. I Bombphoons, come in alcuni casi furono soprannominati, operavano sia di giorno che di notte puntando con sempre maggiore frequenza ai convogli ferroviari tedeschi in territorio francese; per altro le missioni come caccia non cessarono completamente: tra queste le operazioni di scorta ai Whirlwind ed ai Beaufighter nelle missioni di attacco alle navi nel canale della Manica.
Il 1943 registrò un ulteriore incremento nel numero dei reparti equipaggiati con i Typhoon, mentre la macchina veniva affinata e resa più efficace: l'impiego di serbatoi aggiuntivi (subalari) consentì di raggiungere le frontiere tedesche e attaccare con sempre maggiore costanza le linee di rifornimento nemiche. Crebbe anche il numero degli aerei abbattuti: nel corso dell'anno furono 380 gli aerei perduti (indipendentemente dalla causa). Tuttavia, grazie alla robustezza della struttura molti aerei riuscirono a rientrare alle basi, e nello stesso periodo i Typhoon riuscirono ad abbattere in combattimento 103 aerei, tra i quali 52 FW 190.
La modifica di maggior riguardo portò all'adozione di rotaie destinate al lancio di proiettili-razzo sotto le ali: prodotti su larga scala e già installati sui Mosquito, Beaufighter, Hurricane e Swordfish, il loro impiego ebbe inizio nell'autunno del 1943 facendo del Typhoon una delle armi più potenti a disposizione della RAF. Un Typhoon montava in genere otto rotaie subalari ma nel tempo furono realizzate varianti del sistema di aggancio che consentivano di trasportare fino ad otto razzi per ala.
Nel novembre del 1943 la Royal Air Force creò la 2nd Tactical Air Force, cui sarebbe stato affidato il supporto aereo dell'imminente invasione del continente europeo (l'operazione Overlord): la riorganizzazione dei reparti di volo avvenuta nei mesi successivi portò all'interno di questa struttura i reparti equipaggiati con Typhoon, tranne due che rimasero alle dipendenze del Fighter Command.
Nella primavera del 1944 i Typhoon furono anche impiegati per sperimentare un sistema di rilevazione dei segnali emessi dai radar di identificazione tedeschi; il sistema, noto con il nome di "Abdullah", richiedeva la preventiva conoscenza della frequenza di lavoro del radar e non si rivelò più efficiente delle informazioni sui siti ottenute con operazioni di intelligence o della ricognizione fotografica e pertanto fu abbandonato.

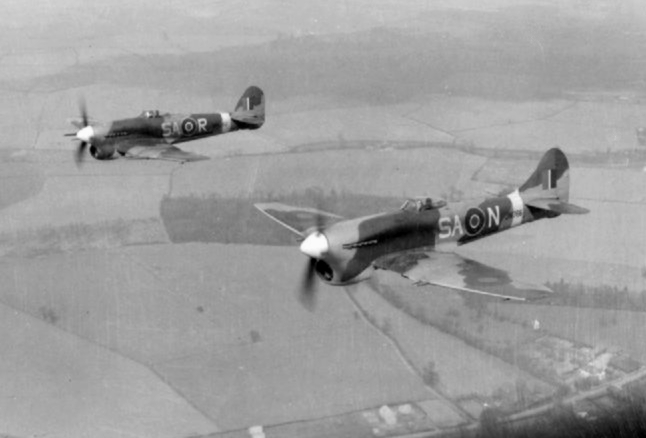
Un Typhoon Mk.Ib (a sinistra) ed un Tempest Mk.V del No. 486 Squadron della RNZAF.

Il giorno dello sbarco, il 6 giugno, i Typhoon protessero i settori destinati alle forze britanniche e canadesi; in particolare il loro obiettivo principale erano i mezzi corazzati tedeschi, generalmente vittoriosi sugli attaccanti. Per consentire un rapido intervento dell'aviazione in appoggio alle truppe di terra, già dal secondo giorno di operazioni fu data la priorità alla costruzione di piste di volo ed i Typhoon furono tra i primi aerei a posarvisi; la reazione tedesca costrinse le forze aeree ad un repentino rischieramento sulle basi inglesi, il che consentì l'installazione di nuovi filtri dell'aria sui Typhoon, che soffrivano particolarmente la fine polvere che si sollevava dai campi della Normandia.
La costante presenza dei Typhoon e l'impiego di nuovi ed efficaci sistemi di coordinamento degli interventi (guidati direttamente da terra, tramite ufficiali operanti nei pressi delle avanguardie) garantirono la possibilità di attacchi "a richiesta", come nei combattimenti nella sacca di Falaise, conclusi il 21 agosto. Alla metà del mese successivo Squadrons equipaggiati con Typhoon furono trasferiti nelle basi in Belgio e prima della fine del mese fu la volta di quelle olandesi, dalle quali era possibile operare direttamente in territorio tedesco.
In dicembre, nel corso della offensiva delle Ardenne, la Luftwaffe pose in atto l'operazione Bodenplatte nel corso della quale due stormi operanti dalla base di Eindhoven subirono la perdita di diciannove Typhoon e altri quattordici danneggiati; in febbraio del 1945 i Typhoon erano di nuovo all'attacco nel corso dell'operazione Veritable e le loro operazioni si protrassero fino agli ultimi giorni di guerra: nel solo mese di aprile furono almeno trentotto i cacciabombardieri abbattuti ad opera della contraerea. I Typhoon ebbero modo di confrontarsi anche con gli aerei a getto tedeschi: le fonti riportano l'abbattimento di tre Messerschmitt Me 262 (due il 14 febbraio ed uno il 23 aprile). L'ultimo velivolo tedesco a cadere sotto i colpi del Typhoon fu un Blohm & Voss BV 138 che tentava di sfuggire ad un attacco alla propria base, il 3 maggio del 1945.
Il Typhoon non sopravvisse alla fine della guerra: solo alcuni esemplari furono impiegati per il traino di bersagli, ma la maggior parte fu radiata dai reparti di volo.

## Versioni
Se non diversamente indicato, i dati sono tratti da "Enciclopedia l'Aviazione".
- F.18/37 Type N: denominazione progettuale; furono realizzati due prototipi, equipaggiati con motore Napier Sabre I da 2 020 hp (1 506 kW)[30] e capaci di raggiungere velocità intorno ai 660 km/h;
- Typhoon IA: serie iniziale di circa 100 esemplari i primi dei quali montavano ancora il motore Sabre IA (2 100 hp, pari a 1 566 kW[30]), in seguito sostituito dal Sabre IIA da 2 180 hp (1 626 kW)[30]. Armamento costituito da 12 mitragliatrici Browning calibro 7,7 mm.
- Typhoon IB: variante di maggior produzione (oltre 3 200 esemplari), equipaggiata con motore Sabre IIB (2 200 hp, pari a 1 641 kW[30]) o Sabre IIC da 2 260 hp (1 685 kW)[30]. Armamento iniziale costituito da 4 cannoni calibro 20 mm cui si aggiunsero col tempo carichi di caduta e proiettili a razzo.
  - Typhoon FR.IB: variante da ricognizione tattica, realizzata in circa 60 esemplari mediante la conversione di velivoli di precedente costruzione; armati di soli due cannoni (quelli esterni di ogni semiala[2]), erano equipaggiati con una macchina fotografica rivolta nella direzione di volo al posto del cannone interno nell'ala destra, una rivolta obliquamente verso il basso al posto del cannone nell'ala sinistra ed una disposta verticalmente in fusoliera[2].
- Varianti sperimentali: nel corso dello sviluppo del progetto venne valutata la possibilità di utilizzare ali con apertura (sia maggiore che minore) e disegno diversi rispetto alla prima stesura, così come si pensò di dotare il motore di uno o due turbocompressori, idee che non furono tuttavia messe in pratica[16]. Venne, al contrario, sperimentato in volo un esemplare (numero di serie R7881)[31] di Typhoon equipaggiato con radar d'intercettazione di tipo AI Mk.IV[31] oppure AI Mk.VA[16]. Le prove, condotte in aprile del 1943, riscontrarono il buon funzionamento dell'apparato ma l'ipotizzata versione da "caccia notturna" (NF.IB) non venne considerata soddisfacente e pertanto non avviata alla produzione.

## Utilizzatori
Canada
- Royal Canadian Air Force

 Nuova Zelanda
- Royal New Zealand Air Force

 Regno Unito
- Royal Air Force

### Annotazioni
1. ↑  Le lettere "N" ed "R" identificano l'iniziale del nome del costruttore dei due propulsori
2. ↑  Il termine riportato dalle fonti è "fishplate", coprigiunto
3. ↑  Il numero esatto di esemplari con sportelli non è noto.
4. ↑  Sistema condiviso con altri aerei dell'epoca che prevedeva l'impiego di una cartuccia contenente cordite
5. ↑  Quattro in più dell'Hurricane e dello Spitfire
6. ↑  probabilmente si tratta di Moorsele, sobborgo di Wevelgem.
7. ↑  Letteralmente "colpisci-e-corri", ad indicare un attacco improvviso e non ripetuto sul bersaglio
8. ↑  Nota anche con la sigla "2TAF", era formata da reparti da caccia ed attacco al suolo delle diverse nazioni del Commonwealth

### Fonti
1. 1 2  Weal, Weal e Barker; 1977, p. 144.
2. 1 2 3 4 5 6  Mason, 1966, p. 10.
3. 1 2 3 4  Buttler, 2004, p. 14.
4. 1 2 3 4  Scutts, 1990, p. 4.
5. 1 2 3  Mason, 1966, p. 3.
6. 1 2  Mondey, 1994, p. 165.
7. ↑  Jones e Ward, 1971, p. 74.
8. ↑  Thomas, 1993, p. 2.
9. ↑  Green, 1961, p. 69.
10. 1 2 3 4 5 6 7 8 9  Mason, 1966, p. 4.
11. ↑  Bickers, 1999, p. 20.
12. 1 2 3 4 5 6 7  Mason, 1966, p. 5.
13. ↑  Scutts, 1990, p. 9.
14. 1 2 3  Mason, 1966, p. 8.
15. ↑  Boroli e Boroli, 1983, p. 66.
16. 1 2 3 4  Boroli e Boroli, 1983, p. 68.
17. 1 2 3  Boroli e Boroli, 1983, p. 67.
18. 1 2 3 4 5  Scutts, 1990, p. 8.
19. 1 2  Green, 1961, p. 73.
20. 1 2  Mason, 1966, p. 6.
21. 1 2  Mason, 1966, p. 7.
22. 1 2 3 4  Scutts, 1990, p. 7.
23. ↑  Boroli e Boroli, 1983, p. 72.
24. 1 2 3 4 5 6 7 8  Scutts, 1990, p. 14.
25. 1 2 3 4 5  Scutts, 1990, p. 16.
26. 1 2 3  Scutts, 1990, p. 17.
27. 1 2 3 4  Scutts, 1990, p. 18.
28. 1 2 3 4  Scutts, 1990, p. 19.
29. ↑  Boroli e Boroli, 1983, p. 73.
30. 1 2 3 4 5  Mason, 1966, p. 12.
31. 1 2  Scutts, 1990, p. 13.

### Pubblicazioni
- William Green, Caccia - Gran Bretagna - Hawker Typhoon, in Dimensione cielo, n. 22, Roma, Edizioni Bizzarri, 1973,  pp. 14-26.
- (EN) R.C. Jones e R.L. Ward, Hawker Tornado, Typhoon & Tempest, in Camouflage & Markings, n. 4, Londra, UK, Ducimus Books Ltd., 1971.
- (EN) Francis K. Mason, The Hawker Typhoon, in Aircraft Profile, n. 81, Leatherhead, UK, Profile Publications Ltd., 1966.
- Jerry Scutts, Typhoon - Tempest, in In Action, n. 102, Carrollton, Texas, USA, Squadron Signal Publications, 1990.
- Chris Thomas, Hawker Typhoon, in Warpaint Series, n. 5, Husborne Crawley, UK, Hall Perk Books Ltd., 1993.
- (EN) Aircraft Types and their Characteristics - Hawker Typhoon, in Flight, Sutton, Surrey - UK, Reed Business Information Ltd., 6 maggio 1943,  p. 466. URL consultato il 1º gennaio 2016.
- (EN) Hawker's Latest Fighter, in Flight, Sutton, Surrey - UK, Reed Business Information Ltd., 13 maggio 1943,  pp. 492-494. URL consultato il 1º gennaio 2016.